# Carl Axel Lewenhaupt
Carl Axel Lewenhaupt, född 21 november 1853 i Irsta församling, Västmanlands län, död där 9 mars 1936, var en svensk greve, militär och hovman.

## Biografi
Carl Axel Lewenhaupt föddes 1853 på Gäddeholm i Irsta socken. Han var son till underlöjtnanten greve Carl Gustaf Lewenhaupt och friherrinnan Charlotta Elisabet von Essen. Han avlade mogenhetsexamen i Uppsala 23 maj 1873 och inledde därefter sin militära bana som volontär vid Svea artilleriregemente 11 juni 1873. Han antogs som elev vid Krigsskolan på Karberg 14 juli 1874 och utexaminerades den 10 oktober 1875. Från 26 november 1875 tjänstgjorde han vid Livregementets husarkår och blev samma datum underlöjtnant. Mellan 1878 och 1880 genomgick Lewenhaupt Krigshögskolan. Han var repetitör vid Krigsskolan åren 1881–1882 och deltog vid vid kejsar Alexander II:s begravning i Sankt Petersburg mars 1882.
Han var från 7 oktober 1881 till 1 december 1885 ordonnansofficer hos inspektören för kavalleriet, 6 juli 1883 regementsadjutant och 6 september 1883 löjtnant. Lewenahupt blev 1 december 1886 kammarherre hos drottningen. Han blev 10 mars 1892 ryttmästare och regementskvartermästare och beviljades 18 december 1903 avsked med tillstånd att kvarstå i regementets reserv. Lewenhaupt blev 2 december 1904 major i armén och beviljades 21 december 1906 avsked ur krigstjänsten. Han avled 1936 på Gäddeholm i Irsta socken.

### Utmärkelser
Lewenhaupt tilldelades flera svenska och internationella utmärkelser som ett erkännande för sina insatser inom det militära och vid hovet. Den 7 maj 1882 erhöll han ryska Sankt Annas orden av tredje klass. Den 1 december 1891 blev han utnämnd till riddare av Vasaorden, och den 18 september 1897 till riddare av Svärdsorden. Samma år, den 18 september 1897, mottog han även titeln som officer av Italienska Sankt Mauritius- och Lazarusorden, och den 6 oktober 1897 blev han utnämnd till kommendör av Dannebrogorden av andra graden. Den 1 december 1900 hedrades han med utmärkelsen riddare av Nordstjärneorden, och den 6 juli 1907 blev han officer av Italienska Kronorden.

### Familj
Lewenhaupt gifte sig den 31 augusti 1882 i Växjö domkyrka med rösträttsaktivisten Elin Wennerberg, dotter till statsrådet och landshövdingen Gunnar Wennerberg och grevinnan Hedvig Sofia Cronstedt af Fullerö. De fick tillsammans barnen Gösta Lewenhaupt (1883–1890), ryttmästaren Knut Erik Lewenhaupt (född 1886) och Hedda Lewenhaupt (född 1888).